# Titrering
Titrering er en metode til at bestemme indholdet af en bestemt kemisk forbindelse i en prøve. En burette bruges til at tilsætte titrator, således at det er muligt ret præcist at aflæse anvendt volumen. Titratoren reagerer med prøven (titranden), som man vil kende stofmængdekoncentrationen af. Der er oftest tilsat en indikator, så det er muligt at registrere, hvornår der indtræder en ændring i prøven, som viser, at alle molekyler af det undersøgte stof i prøven har reageret med titratoren.

## Syre-/basetitrering
Et eksempel er syre/base-titrering: Syrer og baser reagerer med hinanden, så hvis man f.eks. har en syreholdig prøve, kan man tilsætte en base som vides at reagere i et bestemt forhold med denne syre. Ved at tilsætte en pH-indikator eller benytte et pH-meter kan man følge blandingens pH: Når alle hydronerne i prøven har reageret med den tilsatte base, kan man ud fra antallet af tilsatte basemolekyler beregne, hvor mange syremolekyler der var i prøven. Det punkt, hvor alle hydroner har reageret, kaldes ækvivalenspunktet.
Hvis titranden er en stærk syre, som f.eks. saltsyre og titratoren er en stærk base, f.eks. natriumhydroxid, vil opløsningens pH være neutral, når der er tilsat ækvivalente mængder. Dette er dog ikke tilfældet, hvis titranden er en svag syre. Derfor er måling af pH ikke nok til at bestemme ækvivalenspunktet, medmindre der fremstilles en kurve, hvor mængden af tilsat titrator afbildes mod pH. Der vil observeres en skarp stigning i pH, lige omkring ækvivalenspunktet.

### Potentiometrisk titrering
Ved potentiometrisk titrering følges pH-ændringerne ved hjælp af et pH-meter og ækvivalenspunktet bestemmes hvor der sker en markant ændring i pH.

### Kolorimetrisk titrering
Ved kolorimetrisk titrering bestemmes ækvivalenspunktet ved at observere et farveskift. Farveskiftet stammer fra en pH-indikator, som er et organisk molekyle, der har forskellige farve ved forskellige pH-værdier. Der findes en række forskellige pH-indikatorer, som skifter farve i forskellige pH-intervaller. Et eksempel er phenolphtalein, som skifter fra farveløs i sur væske til pink i basisk væske i pH-intervallet fra 8,2-10. Phenolphtalein er velegnet til titrering af de fleste carboxylsyrer, som f.eks. eddikesyre.